# مانيشا كويرالا
مانيشا كويرالا (بالإنجليزية: Manisha Koirala)‏ (ولدت في 16 أغسطس 1970 في كاتماندو في النيبال)، هي ممثلة نيبالية بالإضافة لكونها سفيرة للأمم المتحدة للنوايا الحسنة وناشطة اجتماعية. عملت كويرالا في السينما الهندية بشكل رئيسي، كما ظهرت في العديد من الأفلام النيبالية والتاملية والتيلوغوية والماليالامية. كما أنها راقصة أيضاً وخصوصاً في رقصتي بهاراتا ناتيام ومانيبوري.
مما يجعلها تعمل لأول مرة في فيلم نيبالي Pheri Bhetaula (1989)، فلقد منحها دورها في Saudagar (1991) دورا رائدا في تاريخ بوليوود أمام Subhash Ghai. وتعاونت مع بعض من أبرز المخرجين الهنود في وقتها، وخلال التسعينيات كانت واحدة من أشهر الممثلات في الهند، والمعترف بأدائها الناجح بشهادة النقاد.
ولكونها تصور الشخصيات الدرامية القوية، اشتركت كويرالا في العديد من الأدوار السينمائية الجدية والواقعية. وبرغم تنوع أعمالها في بوكس أوفيس الهند، وقد لاحظ النقاد أن لها مكانة كعنصر فاعل لا يزال باقيا دون أن يمسها سوء بصرف النظر عن المجموعات المتضمنة في بوكس أوفيس.

## الحياة المهنية
مثلت مانيشا كويرالا في فيلم السيرة الذاتية سانجو (2018) الذي يعتبر واحدا من أعلى الأفلام الهندية دخلا، حيث قامت بتأدية دور نرجس أم سانجاي دوت.
مثلت دور نيرمالا في فيلم عودة الشبح.

## روابط خارجية
- مانيشا كويرالا على موقع IMDb (الإنجليزية)
- مانيشا كويرالا على موقع ألو سيني (الفرنسية)
- مانيشا كويرالا على موقع أول موفي (الإنجليزية)
- مانيشا كويرالا على موقع قاعدة بيانات الفيلم (الإنجليزية)
- مانيشا كويرالا على موقع كينوبويسك (الروسية)